# Maclovius von Aleth

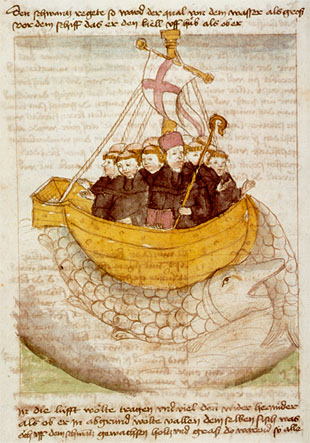
Brendan der Reisende (vorne) mit seinen Gefährten.

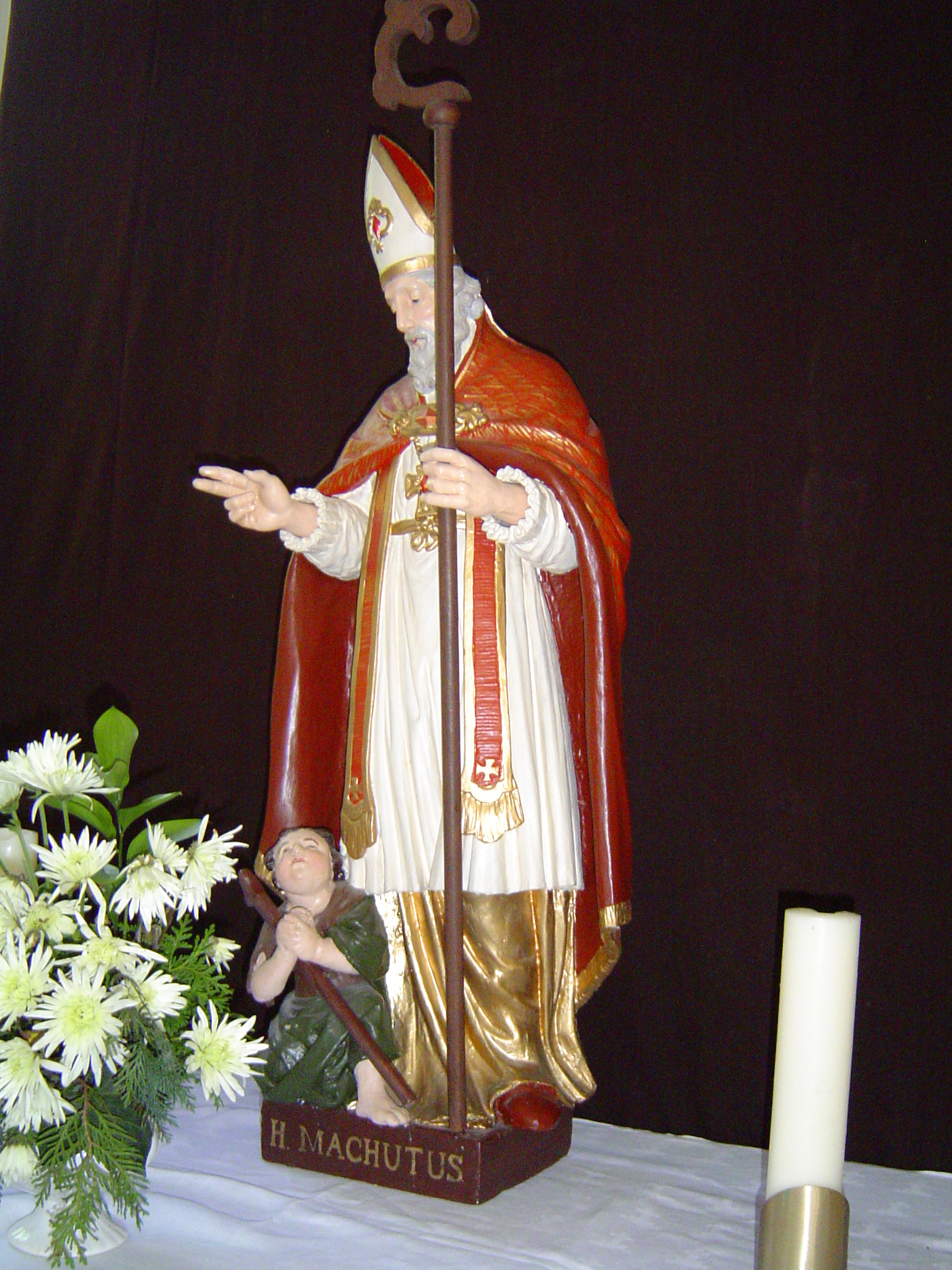
Statue des Hl. Maclovius im Kirchdorf Escharen in Nord-Brabant (Niederlande)

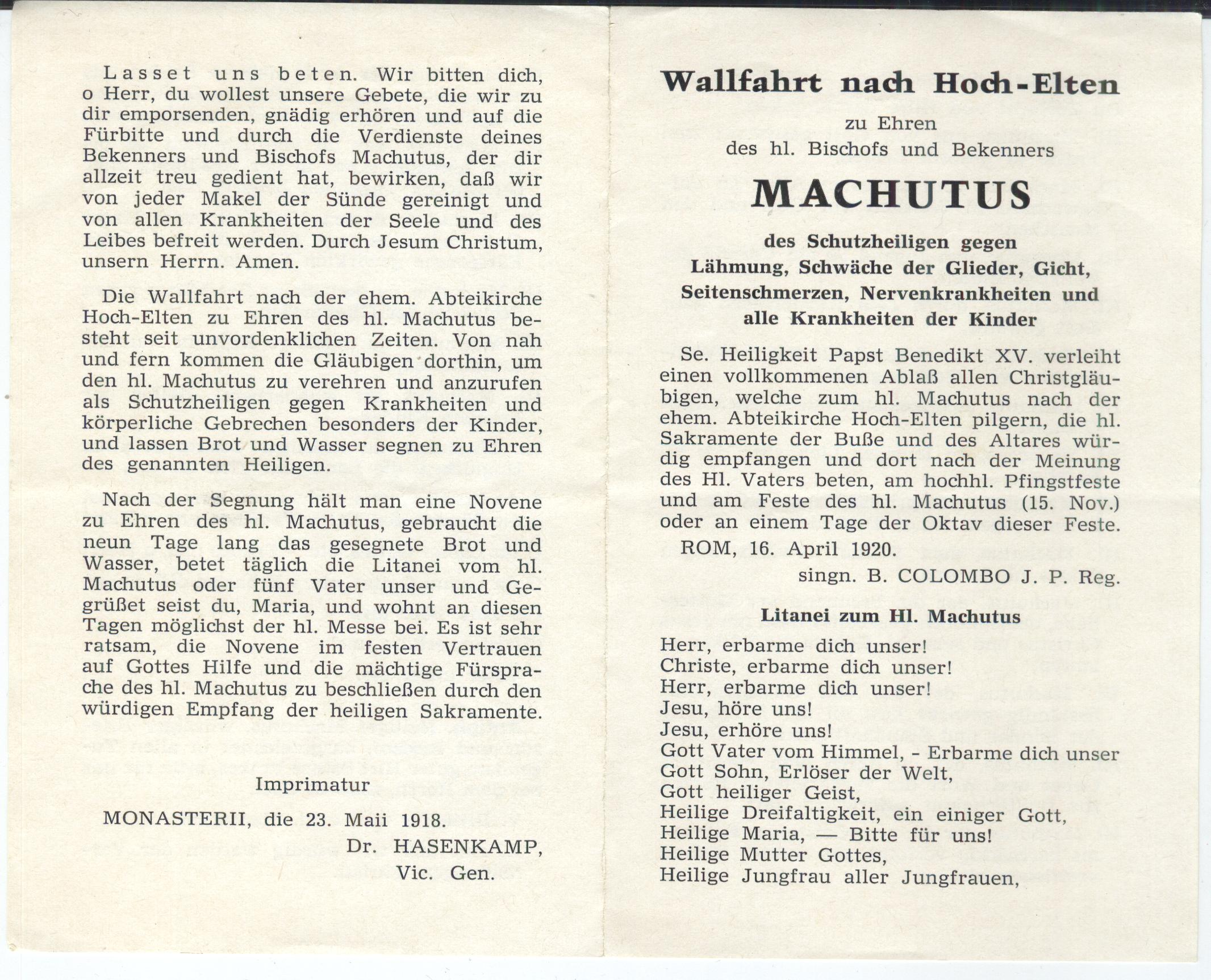
Gebetszettel aus St. Vitus, Hoch-Elten (1950er Jahre (?))

Der Heilige Maclovius von Aleth (auch Malo, Maclou, Mac'h Low, Machutus oder Machutis, Machudd oder Mauto) wurde im walisischen Gwent, dem heutigen Monmouth in Monmouthshire geboren und starb um das Jahr 620 im französischen Archingeay in der Nähe der heutigen Stadt Saintes im Département Charente-Maritime. Er gilt – neben Paternus von Vannes / bretonisch: Padern, Samson von Dol / bretonisch: Sant Samzun a Zol (Dol-de-Bretagne), Briocus von Saint-Brieuc / bretonisch: Sant Brieg (Saint-Brieuc), Tugdual von Tréguier / bretonisch: Sant Tugdual a Dreger (Tréguier), Corentin / bretonisch: Sant Kaourintin a Gemper (Quimper) und Paulus Aurelianus / bretonisch: Pol Aurelian (Saint-Pol-de-Léon) – als einer der sieben nach ihrem Tod vom Volk als heilig verehrten Gründungsbischöfe der Bretagne und erster Bischof der Stadt Saint-Malo. Sein Gedenktag ist der 15. November.

## Vita
Maclovius stammt aus einem adeligen Geschlecht. Er wurde durch den hl. Brendan im christlichen Glauben unterwiesen und getauft. Danach war er Mönch in der Abtei von Llancarrven in Wales; vermutlich wurde er dort auch zum Priester geweiht. Seine Bischofsweihe fand vermutlich in Südwales oder – laut einer anderen Quelle – in Tours statt. Nach einer Legende war er einer der Gefährten des hl. Brendan auf dessen Missionsreise (navigatio Brendani) in die Bretagne.
Nachdem Maclovius sich in der Nähe von Aleth (bretonisch Guich Alit, heute Saint-Malo) in den Dienst des ehrwürdigen Einsiedlers Aaron gestellt hatte, der im Jahr 543 (oder 544) starb, wurde er (erster?) Bischof von Aleth, einer gallo-römischen Siedlung auf einer Halbinsel, die dem heutigen Stadtteil St. Servan von Saint-Malo vorgelagert war. Der Bischof engagierte sich auch weiterhin als christlicher Missionar in der Bretagne. Von Gegnern wurde er jedoch eines Tages von dort verdrängt, von seinen Anhängern aber bald wieder nach Saint-Malo zurückgeholt. Im Alter zog er sich jedoch in das Dorf Archambiac im Bistum Saintes zurück, um den Rest seines Lebens in Gebet und Buße zu verbringen. Sein Todestag ist der 15. November des Jahres 618, 620 oder 622.

## Verehrung
- Die sterblichen Überreste (Reliquien) des bereits seit langem vom Volk als heilig verehrten Maclovius wurden im 9. Jahrhundert in die Bretagne verbracht (Reliquientranslation). Maclovius’ volkstümliche Verehrung wurde im Jahr 1203 durch Papst Innocenz III. anerkannt.
- Die Kirche Saint-Maclou in Rouen trägt als eine von mehreren Kirchen im Norden und Nordwesten Frankreichs das Patrozinium des Heiligen.
- Im Jahr 1764 begründete Louis Antoine de Bougainville eine Kolonie auf den heutigen Falklandinseln, die er nach der Stadt seiner Abreise, St. Malo, Les nouvelles Malouines benannte. Später wurde die Insel spanisch; die neuen Herren behielten den Namen in spanischer Schreibweise bei und bezeichneten den Archipel als Islas Malvinas.

## Schutzheiliger
- Maclovius gilt als Schutzheiliger gegen Lähmung, Schwäche der Glieder, Gicht, Nervenkrankheiten und aller Krankheiten der Kinder.
- In der ehemaligen Abteikirche St. Vitus in Hoch-Elten (Emmerich) entwickelte sich zu Beginn des 20. Jahrhunderts eine steinerne Darstellung des Maclovius mit einem behinderten Kind zu einer Pilgerstätte für Behinderte.[3] Die Skulptur wurde nach Recherchen eines Jesuiten[4] von einem unbekannten Steinmetz aus einer Marienstatue mit Jesuskind umgeformt.